# Leif Persson (konstnär)
Leif Sven Roland Persson, född 12 december 1938 i Ryssby, är en svensk målare, grafiker och tecknare. 
Persson är som konstnär autodidakt och företog studie- och målarresor till Italien, Grekland, Tunisien, Frankrike och Bornholm. Separat har han ställt ut i på Kalmar konstmuseum 1967 och 1969. Bland hans offentliga arbeten märks utsmyckningar för Kalmar lasarett. Hans konst består av sydländska landskap och scenerier från fjällvärlden utförda i akryl. Persson är representerad vid bland annat Kalmar konstmuseum.

### Fotnoter
1. ↑  Kalmar konstmuseum